# Micreuchilia peyrierasi
Micreuchilia peyrierasi är en skalbaggsart som beskrevs av Ruter 1964. Micreuchilia peyrierasi ingår i släktet Micreuchilia och familjen Cetoniidae. Inga underarter finns listade i Catalogue of Life.